# Öggestorps distrikt
Öggestorps distrikt är ett distrikt i Jönköpings kommun och Jönköpings län. 
Distriktet ligger i sydöstra delen av kommunen. 

## Tidigare administrativ tillhörighet
Distriktet inrättades 2016 och utgörs av socknen Öggestorp i Jönköpings kommun.
Området motsvarar den omfattning Öggestorps församling hade vid årsskiftet 1999/2000.